# ظفوف
ظفوف (الاسم العلمي: Tornatellides)، جنس حيوانات بحرية من الرخويات بطنيات القدم وفصيلة الحلزونيات الشجرية.
أنواعه عديدة متوطنة في جنوب المحيط الهادئ.